# 中島正雄
中島正雄（日语：／ Nakajima Masao，1953年 - ）是一位日本音樂家、作曲家、音樂製作人。1978年作為藍調樂團『WEST ROAD BLUES BAND』成員開始活動，主要從事Being的音樂製作。自2002年起就任日本古倫美亞代表董事兼COO。愛稱是「Mario」(マリオ)。

## 經歴
1975年時作為職業音樂家開始活動。參加やまがたすみこ、妹尾隆一郎的專輯及合輯。1978年立教大學經濟學部畢業。成為藍調樂團『WEST ROAD BLUES BAND』的第3位吉他手。進入音樂製作事務所Being公司後，作為製作部門的第一把交椅擔任製作人。亦有作為作曲家或錄音室藝人參加數多作品，支撐著Being初期。亦有為創作歌手織田哲郎提供樂曲（在JASRAC完成註冊）。
1993年，在音樂製作人長戶大幸從表舞台退下後，成為Being集團代表並賦予監察人名義。並行在秋吉契里等人之專輯參加吉他等音樂家活動。
2001年，為了重建日本古倫美亞（自2002年10月至2010年9月為止的公司名稱為古倫美亞音樂娛樂（コロムビアミュージックエンタテインメント）），從Being退社。但繼續擔任VERMILLION的代表者。2002年，被招聘為日本古倫美亞董事。伴隨著松村克己社長兼CEO的逝世，就任日本古倫美亞代表董事兼COO。
2008年，成立Mario Management株式會社（マリオマネジメント株式会社）就任代表董事。

## 受製藝人
★是作為BMF（Being Music Factory）製作人
- 秋吉契里★
- 宇德敬子 - 作為吉他手参加。
- Cup's（日语：Cup's）★
- 栗林誠一郎（日语：栗林誠一郎）★
- 桜井ゆみ
- ZYYG★
- 高村亞留（日语：高村亜留）
- TWINZER（日语：TWINZER）★
- TEARS（日语：TEARS）★
- DEEN★
- 中原薫★
- BAAD★
- 濱田麻里（日语：浜田麻里）（從出道至1989年為止的方向）
- PAMELAH（日语：PAMELAH）★
- B'z
- B.B.QUEENS
- FIELD OF VIEW★
- BLIZARD
- 牧穂エミ（日语：牧穂エミ）★
- MANISH（日语：MANISH）★
- 森下由實子（日语：森下由実子）★
- LOUDNESS
- REV（日语：出口雅之）★
- WANDS★

## 樂曲提供
- 秋本奈緒美（日语：秋本奈緒美）「WAY YOU LOVE THE ME」
- 麻生小百合「輝いてたランデブー」「OH MY DARLIN'（與西村麻聰（日语：西村麻聡）共同作曲）」
- 井上和彦「いとしのLADY BABY（作詞：亞蘭知子（日语：亜蘭知子））」「想い出の夏（作詞：亞蘭知子）」
- 江崎秀一「陽だまりの中で」
- エド山口（日语：エド山口）「クロスオーバー」
- 太田貴子（日语：太田貴子）「恋はHURRY UP」
- 大森絹子「MAD MACHINE」
- EAST ROAD「愛のゲーム」「ON THE ROAD」
- 小室良&T-BIRD「SONG FOR YOSHIMI（與小室良共同作曲）」
- 高村亜留「恋は最高（作詞：岩里祐穂）」
- 田中真弓「かまととぶりっこカンパニー」「ピエロのソネット」「星は星でもロックンロール（作詞：三矢雄二）」
- TUBE「Midnight Beach（作詞：長戶大幸）」
- 坪倉唯子「BROKEN MY HEART（作詞：星野今日子）」
- 戶田惠子「LOVE ME AGAIN」「FALLIN LOVE TONIGHT（作詞：亞蘭知子）」
- バオバブシンガーズ「アブラハムのママ（作詞：藤公之介）」
- 早川めぐみ「愛の奇積（作詞：亞蘭知子）」「輝きたいね（作詞：岩里祐穂）」「過激にROCK'N ROLL」「金色の微笑み（作詞：三浦德子）」「シンデレラ・ドリーム」「素敵なサマーボーイ」「涙のTONIGHT」「BURNING RAIN（作詞：亞蘭知子）」

「ROCK CITY（作詞：亞蘭知子　作曲是與横關敦共同）」
- 早瀬ミルナ「迷い猫（作詞：亞蘭知子）」「YOU惑TONIGHT（作詞：亞蘭知子）」
- 春畑道哉「WALK ON」
- 前田亘輝「Gimme Some Lovin' Tonight（日语：Feel Me）」「BYE BYE LOVE, GOOD BYE LOVE」「THE RAIN（日语：SMASH (前田亘輝のアルバム)）」「いいかげん」
- 水島裕「切符（作詞：藤公之介 ）」「HAPPENING DATE」
- 三矢雄二「プラトニック・ぶるーす（作詞：亞蘭知子）」「マンハッタンコミュニケーション（作詞：亞蘭知子）」
- 三原じゅん子「カマトトをぶっとばせ（作詞：亞蘭知子）」「サヨナラだけが合言葉（作詞：亞蘭知子）」「バイク」「ミステイク（日语：セクシー・ナイト）（作詞：亞蘭知子）」「ローズ（作詞：三浦德子）」
- 宮内淳「ALONG WITH ME（作詞：長戶大幸）」
- 山形幸生「エブリディ・エブリナイト」「オーバーヒートだぜ!」
- 「THEME OF JUNKIE（作詞：月光恵亮）」

## 樂團活動
自稱「Mario中島」(マリオ中島)，主宰藍調樂團『MARIO BAND』，屢次不定期地會在LIVE HOUSE演奏。

## 外部連結
- Mario Management株式會社（页面存档备份，存于）